# Mogadouro
Mogadouro és un municipi portuguès, situat al districte de Bragança, a la regió del Nord i a la subregió de l'Alt Trás-os-Montes.L'any 2006 tenia 10.583 habitants. Es divideix en 28 freguesies. Limita al nord amb els municipis de Macedo de Cavaleiros i Vimioso, al nord-est amb Miranda do Douro, al sud-est amb Saucelle i Vilvestre, al sud amb Freixo de Espada à Cinta i Torre de Moncorvo i a l'oest amb Alfândega da Fé.

## Història
El municipi va rebre una carta foral d'Alfons III el 27 de desembre de 1272.

## Població
| Població del concelho de Mogadouro (1801 – 2004) | Població del concelho de Mogadouro (1801 – 2004) | Població del concelho de Mogadouro (1801 – 2004) | Població del concelho de Mogadouro (1801 – 2004) | Població del concelho de Mogadouro (1801 – 2004) | Població del concelho de Mogadouro (1801 – 2004) | Població del concelho de Mogadouro (1801 – 2004) | Població del concelho de Mogadouro (1801 – 2004) | Població del concelho de Mogadouro (1801 – 2004) |
| ------------------------------------------------ | ------------------------------------------------ | ------------------------------------------------ | ------------------------------------------------ | ------------------------------------------------ | ------------------------------------------------ | ------------------------------------------------ | ------------------------------------------------ | ------------------------------------------------ |
| 1801                                             | 1849                                             | 1900                                             | 1930                                             | 1960                                             | 1981                                             | 1991                                             | 2001                                             | 2004                                             |
| 6193                                             | 10607                                            | 17558                                            | 16739                                            | 19571                                            | 15340                                            | 12188                                            | 11235                                            | 10792                                            |

## Freguesies
- Azinhoso
- Bemposta
- Bruçó
- Brunhoso
- Brunhozinho
- Castanheira
- Castelo Branco
- Castro Vicente
- Meirinhos
- Mogadouro
- Paradela
- Penas Róias
- Peredo da Bemposta
- Remondes
- Saldanha
- Sanhoane
- São Martinho do Peso
- Soutelo
- Tó
- Travanca
- Urrós
- Vale da Madre
- Vale de Porco
- Valverde
- Ventozelo
- Vila de Ala
- Vilar de Rei
- Vilarinho dos Galegos